# Dương vật của Napoléon
Trong cuộc khám nghiệm tử thi ngay sau khi Napoléon qua đời vào năm 1821, dương vật của Napoléon được lấy ra khỏi cơ thể. Kể từ đó, bộ phận này qua nhiều đời chủ sở hữu, chẳng hạn như nhà sưu tầm A. S. W Rosenbach  trưng bày tại thành phố New York vào năm 1927. Năm 1977, John K. Lattimer mua lại bộ phận này và cất trong nhà.  Dương vật của Napoléon được mô tả tương tự như một "miếng da hoặc một con lươn bị teo nhỏ lại".

## Lịch sử

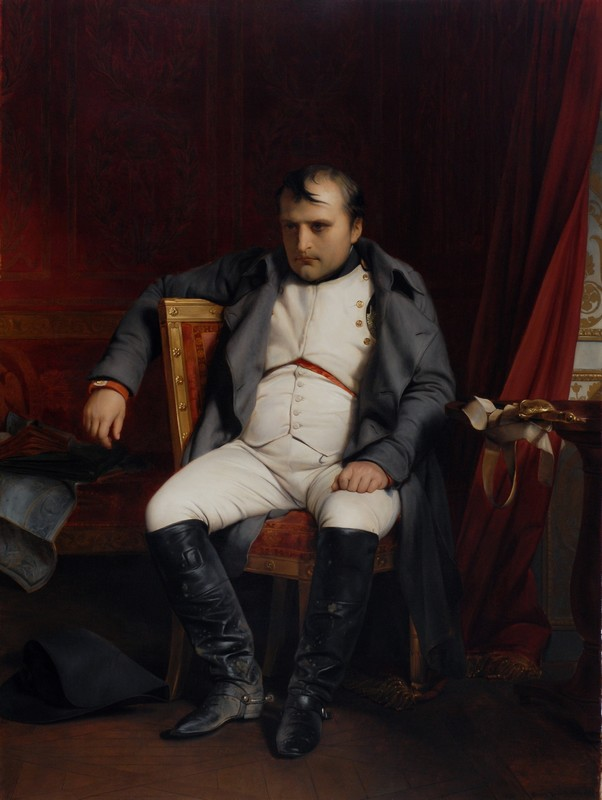
Napoléon sau khi thoái vị ở Fontainebleau, ngày 4 tháng 4 năm 1814. Bức tranh của Paul Delaroche

Sau khi thua trận Waterloo, Napoléon bị đày đến Saint Helena ở Đại Tây Dương. Ông mất trên đảo vào ngày 5 tháng 5 năm 1821. Sau khi ông qua đời, một cuộc khám nghiệm đã được tiến hành. Bác sĩ tiến hành khám nghiệm Francesco Antommarchi đã cắt bỏ dương vật của ông cùng với một số bộ phận cơ thể khác. Không rõ liệu vị bác sĩ này cắt dương vật là cố ý hay vô tình. Có thể Antommarchi bị tuyên úy của Napoléon mua chuộc để cắt bỏ dương vật nhằm trả thù Napoléon vì đã xúc phạm ông là "bị bất lực".
Dương vật được đưa cho tuyên úy của Napoléon. Ông đưa bảo vật này từ Saint Helena về Corse. Năm 1916 một công ty bán sách có trụ sở tại London tên là Maggs Bros Ltd mua lại bảo vật. Năm 1924, bảo vật này được bán cho A. S. W Rosenbach, một người bán sách hành nghề tại Philadelphia.
Dương vật được trưng bày vào năm 1927 tại Bảo tàng Nghệ thuật Pháp của Thành phố New York. Một nhà phê bình tạp chí Time có mặt tại triển lãm, mô tả nó trông như "một dải dây giày da hoẵng bị dẫm đạp" (hoẵng là một dạng hươu, nai thuộc chi Muntiacus). Những người khác có mặt cho rằng nó trông giống như một "miếng da hoặc một con lươn bị teo nhỏ lại". Rosenbach bán món đồ này cho nhà sưu tập Donald Hyde, sau đó vợ ông tặng món đồ cho John F. Fleming sau khi Hyde qua đời. Fleming là một người bán sách thân thuộc với Rosenbach. Một nhà sưu tập khác đã mua nó và cố gắng bán dương vật của Napoleon trong  cuộc đấu giá thông qua Christie's nhưng không thành công. Sau cuộc đấu giá, James Comyn đọc bản tuyên thệ về Eric LeVine (một nhà sưu tập các vật phẩm liên quan đến Napoléon) và thay vì gọi món đồ là "dương vật" thì lại nói hoa mỹ là "bộ phận gì đó". Nhà sưu tập hiện vật và bác sỹ tiết niệu tên là John K. Lattimer đã mua "bộ phận" này vào năm 1977 với giá 3.000 USD (tương đương $14.488 năm 2022) và hiện thuộc sở hữu của con gái ông. Có người muốn trả $100.000 để mua được món đồ này.

## Mô tả
Dương vật bảo quản được mô tả là "hầu như không thể nhận ra như một bộ phận cơ thể người" và tính xác thực của nó là không rõ ràng. Một bộ phim tài liệu được phát sóng trên Kênh 4, Dead Famous DNA, mô tả dương vật "rất nhỏ", chỉ dài 3,8 xentimét (1,5 in). Người ta không biết khi Napoléon còn sống thì dương vật của ông dài bao nhiêu.